# Aeroportul Internațional Mariupol
Aeroportul Internațional Mariupol (IATA: MPW, ICAO: UKCM) este un aeroport din Mariupol, Mariupol urban hromada⁠(d), Raionul Mariupol, Donețk, Donețk, Ucraina ce deservește zona Mariupol. A fost numit după zona deservită.
Situat la o altitudine de 76 m, aeroportul dispune de o singură pistă. Este operat de Illich Steel & Iron Works⁠(d).